# Chaenorhinum villosum
Chaenorhinum villosum är en grobladsväxtart som först beskrevs av Carl von Linné, och fick sitt nu gällande namn av Johan Martin Christian Lange. Chaenorhinum villosum ingår i släktet småsporrar, och familjen grobladsväxter. Inga underarter finns listade i Catalogue of Life.